# Gare de La Rochefoucauld
La gare de La Rochefoucauld était une gare ferroviaire française de la ligne de Limoges-Bénédictins à Angoulême, située sur le territoire de la commune de La Rochefoucauld-en-Angoumois, dans le département de la Charente en région Nouvelle-Aquitaine.
Elle est mise en service en 1875 par la Compagnie des Charentes. Gare de la Société nationale des chemins de fer français (SNCF), elle n'est plus desservie par des trains depuis le 13 mars 2018.
Actuellement c'est une gare routière, mais une rénovation de la ligne ferroviaire est prévue à la suite de plusieurs demandes d'habitants pour faciliter l'accès à Angoulême sans utiliser de bus.

## Situation ferroviaire
Établie à 85 mètres d'altitude, la gare de La Rochefoucauld est située au point kilométrique (PK) 491,988 de la ligne de Limoges-Bénédictins à Angoulême, entre les gares de Taponnat et de Montgoumard.

## Histoire
La compagnie des Charentes obtient la concession de la ligne Angoulême Limoges en 1868 et les travaux durent jusqu'en 1875 avec en particulier la construction du pont sur la Tardoire. Le 1er avril 1875 le train d'installation du personnel ferroviaire déraille.
Jusqu'au 12 mars 2018, la gare était desservie par les trains du réseau TER Nouvelle-Aquitaine au rythme de 5 allers et retours Limoges-Angoulême. Depuis le 13 mars 2018, la gare n'est plus desservie par des trains, la ligne étant fermée entre Saillat - Chassenon et Angoulême,.

## Fréquentation
De 2015 à 2018, selon les estimations de la SNCF, la fréquentation annuelle de la gare s'élève aux nombres indiqués dans le tableau ci-dessous:
| Année     | 2015   | 2016   | 2017   | 2018  |
| --------- | ------ | ------ | ------ | ----- |
| Voyageurs | 20 238 | 16 401 | 11 004 | 3 766 |

## Service des voyageurs

### Accueil
Gare SNCF, elle dispose d'un bâtiment voyageurs, avec guichet, ouvert tous les jours.

### Desserte
La gare est desservie par les autocars du réseau TER Nouvelle-Aquitaine.

### Intermodalité
Un parking pour les véhicules y est aménagé.

## Installations
La gare dispose encore d'installations en service datant d'avant la création de la SNCF en 1938.

## Culture
La gare apparaît dans deux films :
- 2006 : Nos jours heureux d'Éric Toledano et Olivier Nakache : dans la scène du retour d'Albert, père de Vincent Rousseau ;
- 2010 : Demain je me marie, téléfilm français réalisé par Vincent Giovanni : dans la scène finale.